# Spektralteori
Spektralteori är en gren inom  matematiken där man tillämpar egenskaperna hos spektralsatsen, och handlar till mycket om att studera 
 egenvärden och spektrum hos  linjära avbildningar och  -operatorer på ändligt- och oändligtdimensionella rum. Det så kallade punktspektrumet till en linjär operator A består av alla tal λ sådana att operatorn A-λI (där I är identitetsavbildningen) inte är inverterbar. I det ändligtdimensionella fallet är detta precis mängden av alla egenvärden till A. I det oändligtdimensionella fallet är det inte så, men även operatorer på oändligtdimensionella rum har ett spektrum - till exempel kontinuerliga spektrum eller residualspektra. Spektralteorin utgör i båda fallen ett viktigt verktyg eftersom man genom att studera egenvärden och spektrum kan förstå en operators verkan bättre och på så sätt hitta lämpliga metoder för att lösa olika problem. Man utnyttjar till exempel det faktum att en linjär avbildning i en bas av  egenvektorer kan uttryckas i en  diagonal matris, och avbildningens verkan på egenbasvektorerna blir helt enkelt multiplikation med matrisens egenvärden. Den mer moderna delen av spektralteorin behandlar ofta spektrum hos kända differentialoperatorer inom matematisk fysik, som till exempel  Laplace- eller  Schrödingeroperatorn.

## Historia
Även om spektralteorin har sina rötter långt tillbaka i tiden var det inte förrän i början av nittonhundratalet som ord som spektrum introducerades inom matematiken. Det enda teorem som vid sekelskiftet 1900 kan jämföras med den moderna spektralteorin är den så kallade principalaxelsatsen som, i exempelvis det tvådimensionella fallet, säger att en kvadratisk form med blandtermer kan överföras till dess normalform genom en rotation av planet. De nya koordinataxlarna kommer då vara parallella med formens huvudaxlar.
Augustin Louis Cauchy upptäckte 1826 egenvärden och diagonalisering när han studerade kvadratiska former och visade 1829 och 1830 att koefficienterna λi hos en symmetrisk kvadratisk forms normalform måste vara reella. Under andra halvan av artonhundratalet kunde principalaxelsatsens generalisering till n dimensioner skrivas ner, när James Joseph Sylvester och Arthur Cayley använde matriser för att systematisera behandlingen av n-dimensionella rum, och 1852 visade Sylvester att koefficienterna i formens normalform var lösningarna till det karakteristiska polynomet det(λI-A)=0. Principalaxelsatsen kan i dessa termer då formuleras som att varje reell matris är ortogonalt ekvivalent med en diagonal matris, med egenvärdena på diagonalen.
En annan viktig del av spektralteorins historia är de oändligtdimensionella generaliseringarna från de ändligtdimensionella fallen. Joseph Fourier var bland de första att angripa problemet när han försökte visa att varje funktion kan uttryckas som en oändlig summa av  trigonometriska funktioner. I teori utvecklad av  Charles François Sturm 1836 och Joseph Liouville 1838 finns den första viktiga användningen av egenvärden kopplade till  differentialekvationer, vilket är av betydelse eftersom rummet man studerar här, till skillnad från situationen Cauchy studerade, inte är av ändlig dimension.
1877 utökade astronomen George William Hill den dåvarande ändligtdimensionella  determinantteorin till det oändligtdimensionella fallet, och efter att teorin för oändligtdimensionella determinanter hade använts i integralekvationer skulle den första spektralsatsen formuleras och bevisas. Mellan 1904 och 1910 publicerade den tyske matematikern David Hilbert det arbete som grundlade spektralteorin när han jobbade med just integralekvationer, inspirerad av den svenske matematikern Ivar Fredholms arbete. Han introducerade spektralteorin i termer av kvadratiska former och definierade exempelvis spektrumet hos en kvadratisk form. Namnet spektrum verkar ha plockats upp av Hilbert från en artikel skriven av Wilhelm Wirtinger 1897. 
Hilbert grundlade spektralteorin av högst matematiska skäl, och att den skulle visa sig ha viktiga tillämpningar inom kvantmekaniken var därför en ren tillfällighet.

## Tillämpningar
Spektralteorin har många och varierade tillämpningar inom både matematik och fysik, och förekommer till exempel i alla tillämpningar där man använder  fourierserier eller  transformer. I kvantfysik representeras varje fysikalisk storhet av en operator och de enda värden en storhet kan ha vid mätning vid experiment är operatorns egenvärden, och därigenom fås kvantiseringen.

## Exempel

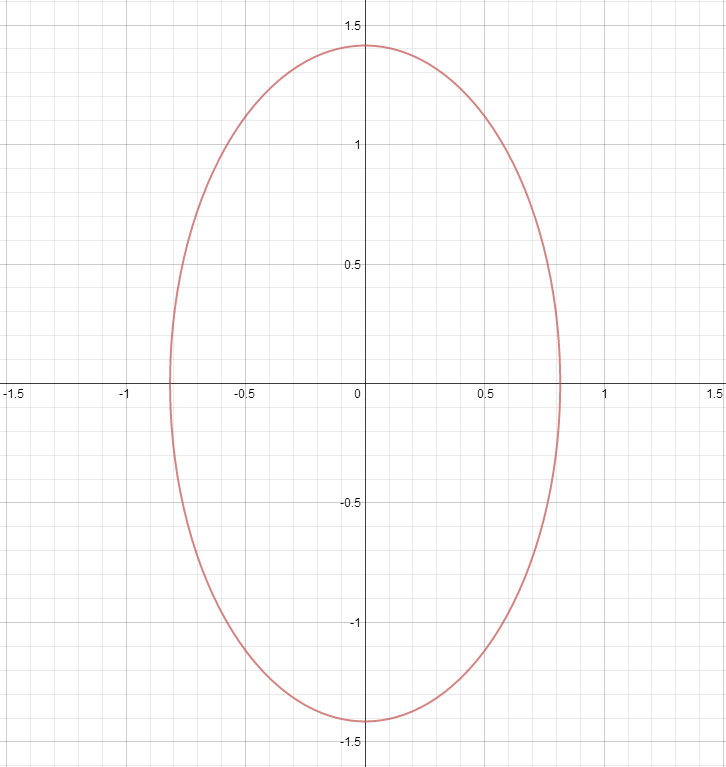
Q:s koordinater i basen av egenvektorer.

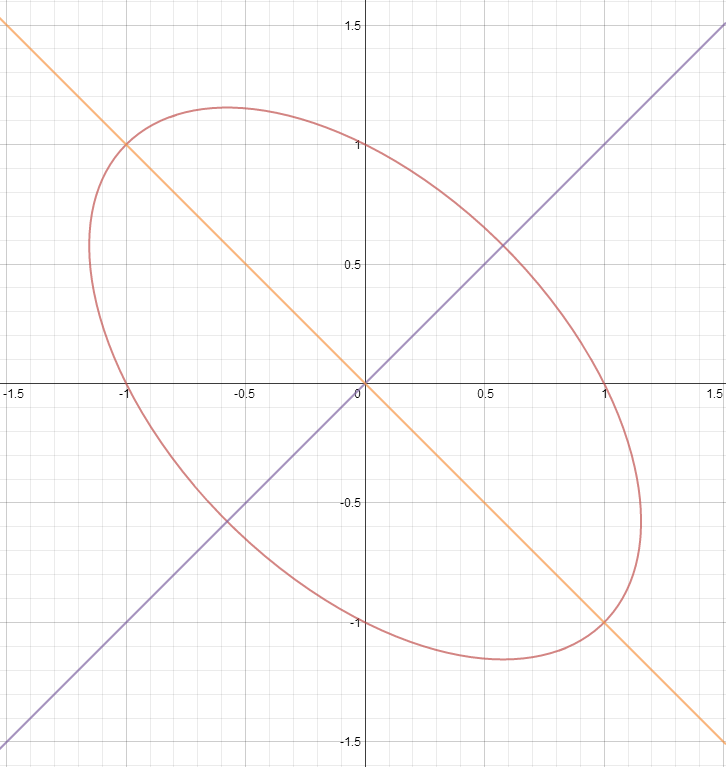
Q:s koordinater i standardbasen, inklusive egenriktningarna.

### Kvadratisk form
En kvadratisk form Q som i standardbasen ges av 
{\displaystyle x_{1}^{2}+x_{1}x_{2}+x_{2}^{2}=1}
kan på matrisform skrivas
{\displaystyle {\begin{pmatrix}x_{1}&x_{2}\end{pmatrix}}{\begin{pmatrix}1&1/2\\1/2&1\end{pmatrix}}{\begin{pmatrix}x_{1}\\x_{2}\end{pmatrix}}=X^{T}AX.}
Egenvärdena till A kan på sedvanligt sätt beräknas till 
{\displaystyle \left\{{\begin{matrix}\lambda _{1}=3/2\\\lambda _{2}=1/2\end{matrix}}\right.}
med tillhörande (normaliserade) egenvektorer 
{\displaystyle \mathbf {f} _{1}={\frac {1}{\sqrt {2}}}{\underline {\mathbf {e} }}{\begin{pmatrix}1\\1\end{pmatrix}},\ \mathbf {f} _{2}={\frac {1}{\sqrt {2}}}{\underline {\mathbf {e} }}{\begin{pmatrix}1\\-1\end{pmatrix}}.}
I basen av egenvektorer kan den kvadratiska formen därmed skrivas i sin normalform som 
{\displaystyle {\frac {3}{2}}y_{1}^{2}+{\frac {1}{2}}y_{2}^{2}=1\Leftrightarrow \left({\frac {y_{1}}{\sqrt {2/3}}}\right)^{2}+\left({\frac {y_{2}}{\sqrt {2}}}\right)^{2}=1}
respektive matrisform som
{\displaystyle {\begin{pmatrix}y_{1}&y_{2}\end{pmatrix}}{\begin{pmatrix}3/2&0\\0&1/2\end{pmatrix}}{\begin{pmatrix}y_{1}\\y_{2}\end{pmatrix}}.}

### Spektrum och egenvärden
Enligt ovan har matrisen {\displaystyle A={\begin{pmatrix}1&1/2\\1/2&1\end{pmatrix}}} egenvärdena {\displaystyle \left\{{\begin{matrix}\lambda _{1}=3/2\\\lambda _{2}=1/2\end{matrix}}\right..} Dessa utgör matrisens spektrum.
Operatorn {\displaystyle B:\left(x_{1},x_{2},...\right)\mapsto \left(0,x_{1},x_{2},...\right)} har inga egenvärden, men λ=0 tillhör likväl spektrumet till B eftersom B-λI = B-0⋅I = B inte är inverterbar.